# 卡尔-埃里克·安德松
卡尔-埃里克·安德松（瑞典語：Karl-Erik Andersson，1927年1月16日—2005年8月16日），瑞典男子足球、冰球运动员。他曾代表瑞典国家队参加1952年夏季奥林匹克运动会足球比赛，获得一枚铜牌。